# 腺点油瓜
腺点油瓜（学名：Hodgsonia macrocarpa var. capniocarpa）为葫芦科油渣果属下的一个变种。

## 扩展阅读
- 維基物種上的相關：腺点油瓜